# 龍仁軽電鉄Y100系電車
龍仁軽電鉄Y100系電車（よんいんけいでんてつ わい100けいでんしゃ）は、龍仁軽電鉄が保有する電車。

## 概要
龍仁軽電鉄開業に合わせ、ボンバルディア・トランスポーテーションで30編成が製造された。車両は、INNOVIA ART Mark IIシリーズとなっており、アメリカのエアトレインJFK用の車両やバンクーバーのスカイトレイン用の車両と同型となっているが、エアトレインJFKの車両とは車幅も編成も完全同一となっている。

## 編成
Y101編成～Y130編成までが在籍しており、すべて2008年製造。